# Calderdale
Calderdale este un Burg Metropolitan în cadrul Comitatului Metropolitan West Yorkshire în regiunea Yorkshire and the Humber. Este un district în principal rural, orașul cel mai important, Halifax având 82.000 locuitori. Alte orașe sunt Brighouse, Elland, Hebden Bridge, Todmorden.
1. ↑   https://ons.maps.arcgis.com/home/item.html?id=a79de233ad254a6d9f76298e666abb2b Lipsește sau este vid: |title= (ajutor)